# ليني هامبرو
ليني هامبرو (بالإنجليزية: Lenny Hambro)‏ هو عازف جاز وملحن أمريكي، ولد في 16 أكتوبر 1923 في ذا برونكس في الولايات المتحدة، وتوفي في 26 سبتمبر 1995 في سومرز بوينت في الولايات المتحدة.

## وصلات خارجية
- ليني هامبرو على موقع IMDb (الإنجليزية)
- ليني هامبرو على موقع ميوزك برينز (الإنجليزية)
- ليني هامبرو على موقع أول ميوزيك (الإنجليزية)
- ليني هامبرو على موقع ديسكوغز (الإنجليزية)
- ليني هامبرو على موقع ديسكوغز (الإنجليزية)